# Długopole Górne
Długopole Górne (niem. Oberlangenau) – wieś w Polsce położona w województwie dolnośląskim, w powiecie kłodzkim, w gminie Międzylesie.

## Położenie
Długopole Górne to luźno zabudowana wieś łańcuchowa o długości około 3 km, leżąca nad Nysą Kłodzką, w Obniżeniu Bystrzycy Kłodzkiej, pomiędzy Długopolem-Zdrój na północy i Domaszkowem na południu, na wysokości około 360–390 m n.p.m.

## Podział administracyjny
W latach 1975–1998 miejscowość administracyjnie należała do województwa wałbrzyskiego.

## Historia
Osadnictwo w rejonie Długopola Górnego sięga przełomu X i XI wieku o czym świadczy istniejące tu do dzisiaj grodzisko. Jest to jedyne znane grodzisko wczesnośredniowieczne w Kotlinie Kłodzkiej. We wczesnym średniowieczu istniała tu parafia, jedna z najstarszych na ziemi kłodzkiej. Jako oddzielna wieś Długopole Górne było wzmiankowane po raz pierwszy w roku 1346 w związku z przekazaniem tutejszego sołectwa Glubosom z Zamku Szczerba. Położenie wsi przy głównym szlaku handlowym zaowocowało jej szybkim rozwojem. W 1840 roku w miejscowości było 119 budynków, w tym: kościół, szkoła katolicka, 2 młyny wodne, olejarnia, tartak, bielnik i 32 warsztaty tkackie.

## Zabytki
Do wojewódzkiego rejestru zabytków wpisane są obiekty:
- Kościół śś. Piotra i Pawła w Długopolu Górnym, parafialny z 1595 r., przebudowany w stylu barokowym w XVIII w.[7], wzmiankowany w 1355, nowy wzniesiony ok. XV w., obecna świątynia powstała na jego miejscu. Gotycka wieża z renesansowym hełmem, chrzcielnica z 1600, barokowy ołtarz główny i rzeźby m.in. św. Jana Nepomucena z XVIII w.
- Kaplica cmentarna przy kościele, z XVIII w.[10],
- dwór empirowy, dom nr 70, z XIX w.,
- dwór barokowy, dom nr 165, z pierwszej połowy XVIII w., przebudowany na początku XIX wieku,
- chałupa, nr 41, z początku XIX w.

Inne zabytki:
- szkoła z 1882 roku, przebudowana w drugiej połowie XIX w.,
- liczne domy mieszkalne i gospodarcze z XIX i XX w.,
- grodzisko z X–XII w.

## Osoby związane z Długopolem Górnym
- Paul Hoecker – niemiecki malarz, mieszkał w Długopolu Górnym od 1901 roku aż do śmierci w 1910 roku[1].

## Galeria

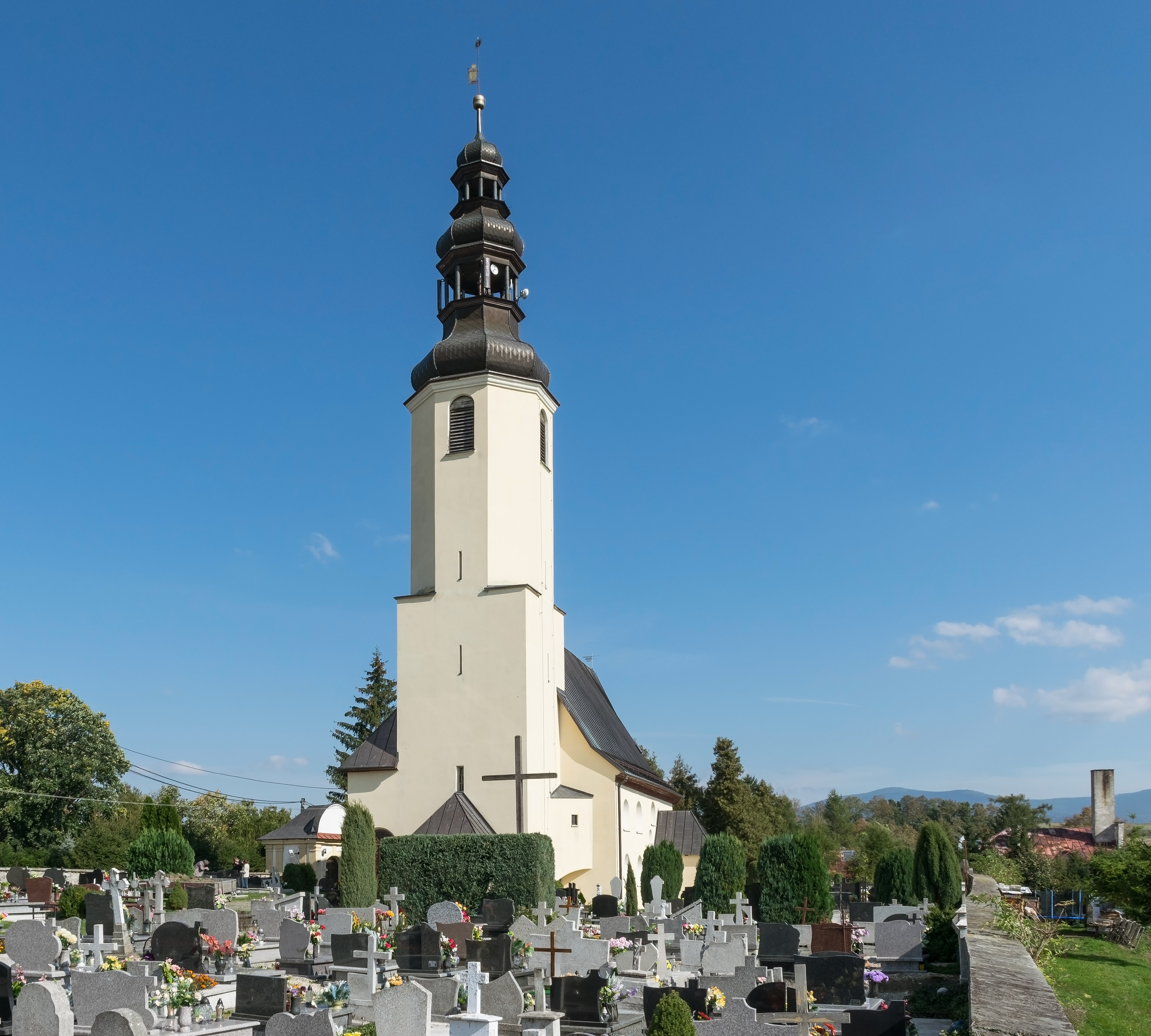
Kościół śś. Piotra i Pawła
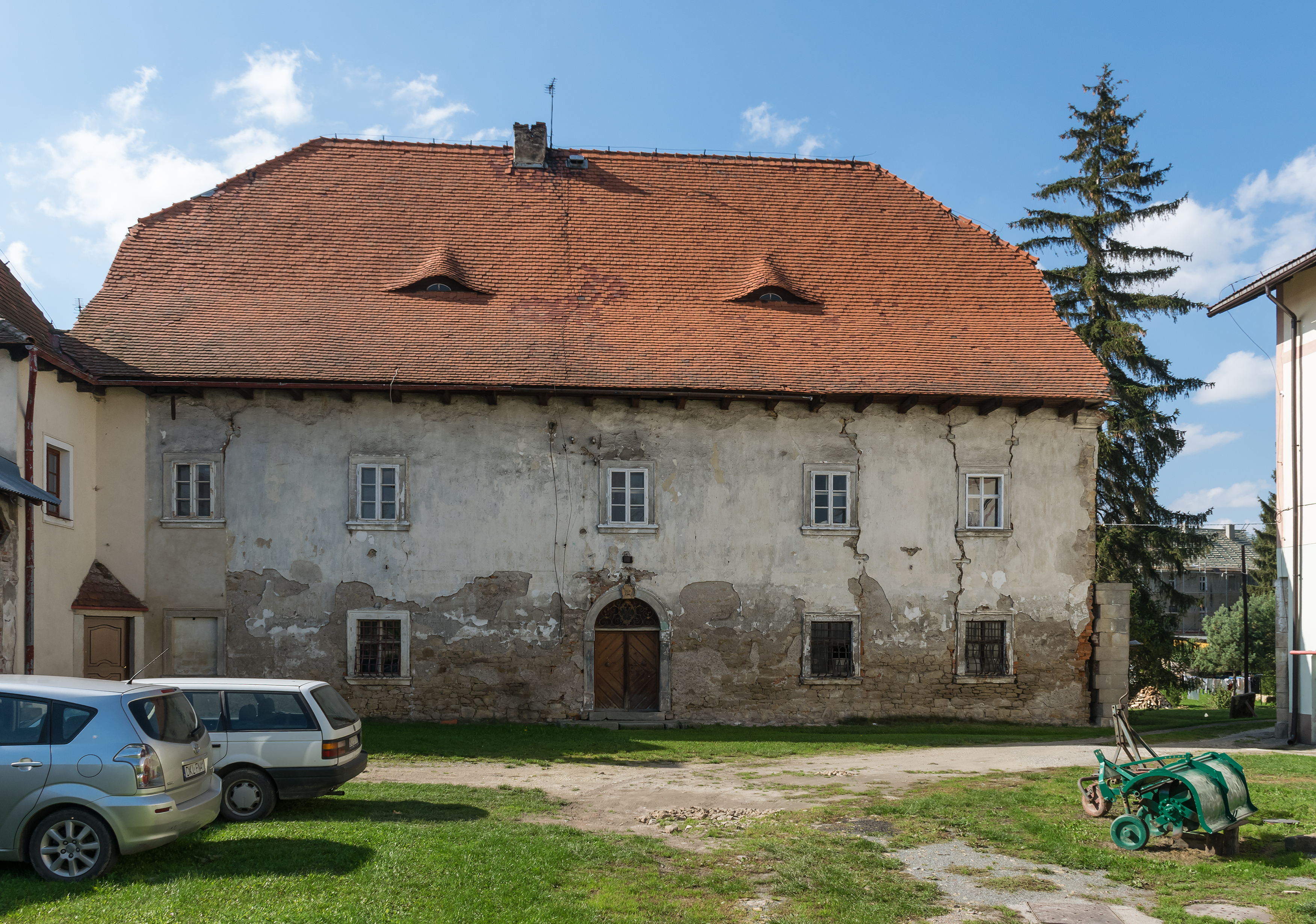
Dwór barokowy
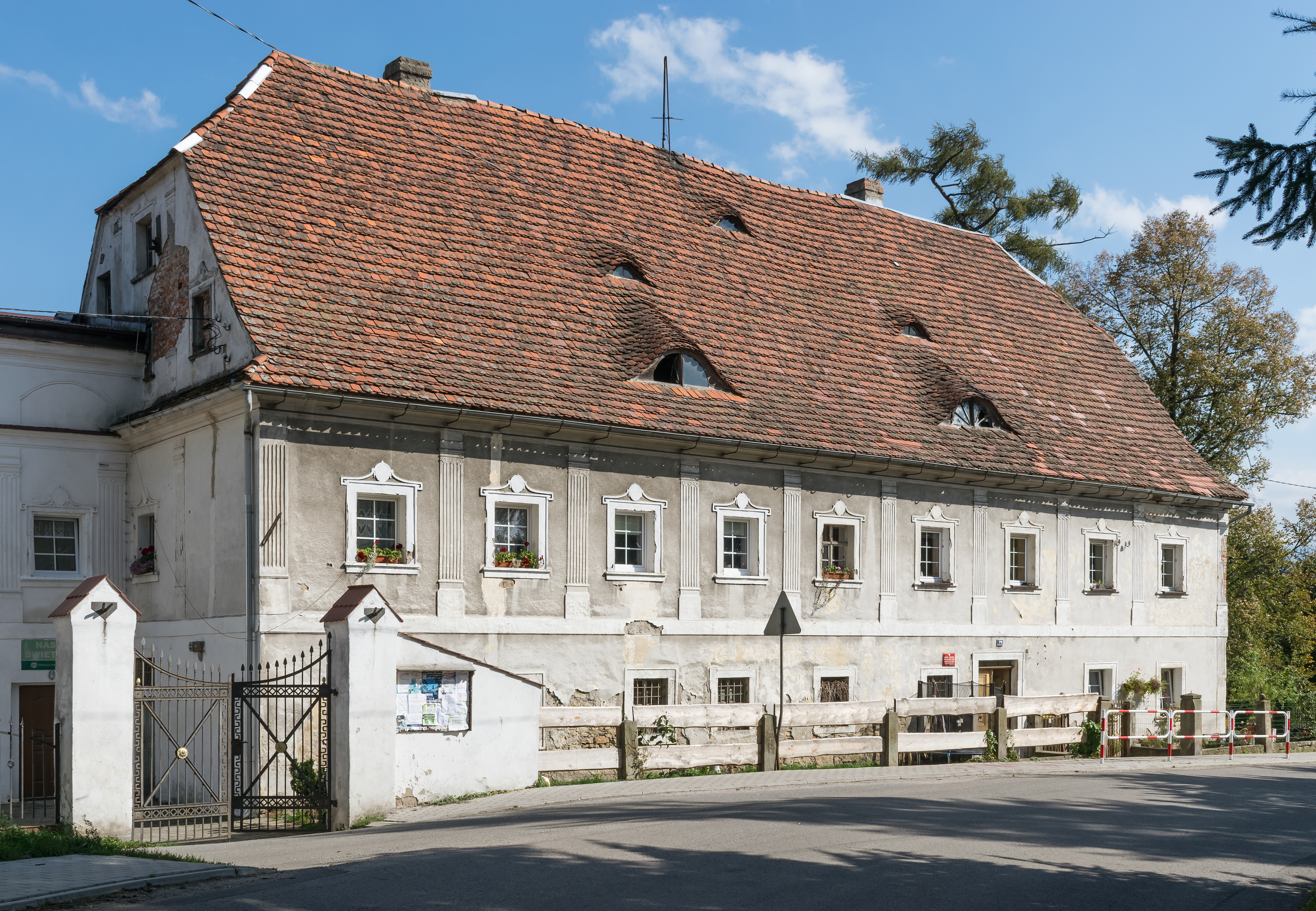
Dwór empirowy
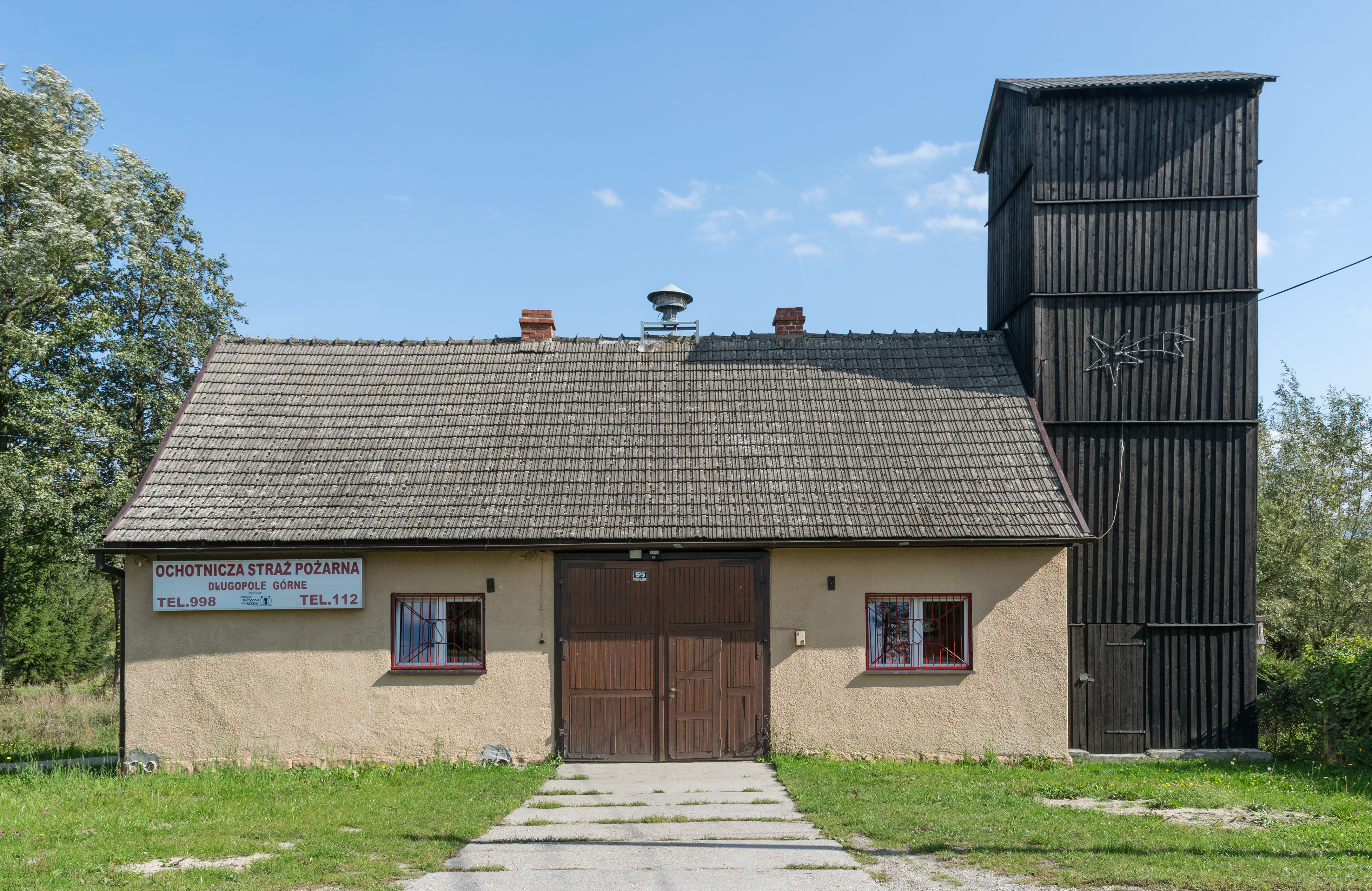
Remiza OSP
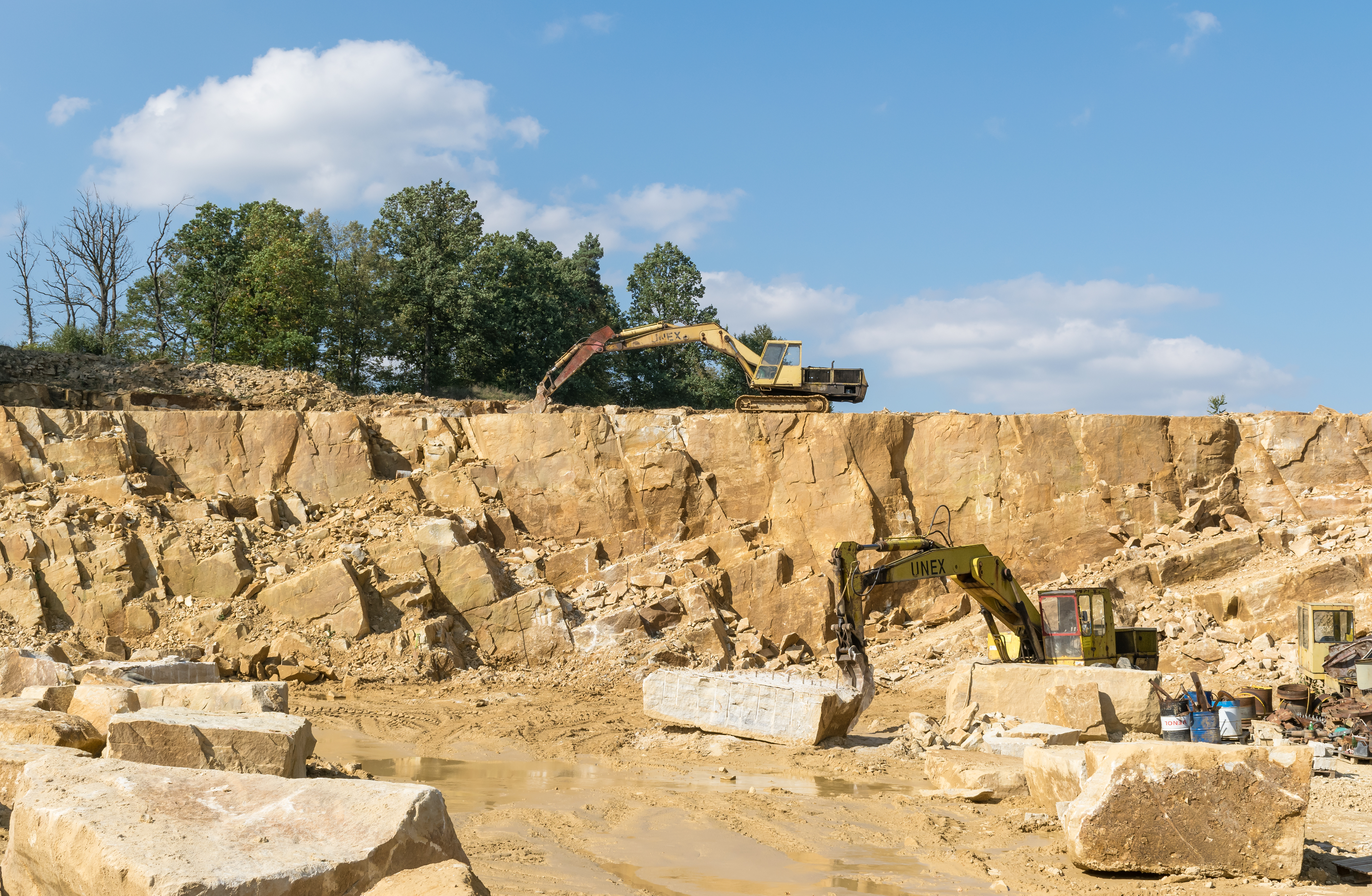
Kamieniołom piaskowca